# Het lijk had gelijk
Het lijk had gelijk is het 84ste stripverhaal van De Kiekeboes. De reeks wordt getekend door striptekenaar Merho. Het album verscheen in februari 2000.

## Verhaal
Marcel Kiekeboe is getuige van de moord op Alberto Goscinni, een stamgast van het café waar ook Kiekeboe regelmatig te vinden is. Niets laat vermoeden dat het Vaticaan achter de daad zit. Maar beetje bij beetje ontdekken de Kiekeboes dat Goscinni een dienaar was van paus Prostatus VIII, die twintig jaar geleden in mysterieuze omstandigheden overleed na amper 1 week paus geweest te zijn. Hij zou de stress van zijn ambt niet aangekund hebben en gestorven zijn aan een hartaanval. Maar meteen na zijn dood deden er al geruchten de ronde dat hij een onnatuurlijke dood zou zijn gestorven. Aan zijn zijde stond zijn persoonlijke dienaar, Umberto Tosti, de echte naam van Alberto Goscinni.